# F.A.M.E. (álbum de Maluma)
F.A.M.E. é o terceiro álbum de estúdio do artista musical colombiano Maluma. Foi lançado pela Sony Latin em 18 de maio de 2018. O álbum foi apoiado por três singles : "Felices los 4", "Corazón" e "El Préstamo". A fim de promover o álbum, Maluma embarcou na F.A.M.E Tour em 2018. O álbum também é o primeiro álbum bilíngue de Maluma, contendo músicas que são escritas e cantadas em espanhol e inglês.

## Promoção

### Singles
Em 21 de abril de 2017, o primeiro single do álbum, "Felices los 4", foi lançado digitalmente em lojas de música e serviços de streaming. Uma notável versão de salsa da música com o cantor americano Marc Anthony foi lançada em 7 de julho de 2017. A música chegou ao número 48 na Billboard Hot 100 e na segunda posição na parada Billboard Hot Latin Songs.
"Corazón" foi lançado digitalmente em lojas de música e serviços de streaming em 3 de novembro de 2017, como o segundo single do álbum. A música chegou ao número 87 na Billboard Hot 100 e no número cinco na Billboard Hot Latin Songs.
"El Préstamo" foi lançado digitalmente em lojas de música e serviços de streaming em 9 de março de 2018, como o terceiro single do álbum. A música chegou ao número oito na Billboard Bubbling Under Hot 100 e no número 10 da Billboard Hot Latin Songs chart.

### Singles promocionais
No dia 24 de novembro de 2017, Maluma lançou três singles promocionais: "GPS", "Vitamina" e "23". Duas das músicas, "GPS" e "Vitamina", ficaram na parada do Hot Latin Songs, com o número 35 e 49 respectivamente. Apesar do sucesso das faixas, elas foram excluídas da versão final do álbum. Em 4 de maio de 2018, Maluma lançou a música "Marinero" como o quarto single promocional do álbum, juntamente com um videoclipe para apoiá-lo. A música atingiu o número 27 na parada Hot Latin Songs.

### Curta-metragem
Em 23 de novembro de 2017, Maluma lançou um curta-metragem de 26 minutos na promoção do álbum, dirigido por Jessy Terrero, que também dirigiu os videoclipes de "Felices los 4", "Corazón" e "El Préstamo". Nomeado X, apresenta canções como "Cuatro Babys", com Noriel, Bryant Myers e Juhn, "GPS" com French Montana, "Vitamina" com Arcángel e "23". Os últimos três dos quais na época eram singles promocionais para o álbum.

## Faixas
Títulos de músicas adaptados da Amazon e créditos de composição tirados do Tidal.
| N.º            | Título                                                         | Compositor(es) | Produtor(es)                                            | Duração |  |
| 1.             | "Intro – F.A.M.E."                                             | Juan Luis Londoño Edgar Barrera Bryan Lezcano Kevin Jiménez                                                                             | Rude Boyz                                               | 1:39    |  |
| 2.             | "Corazón" (participação de Nego do Borel)                      | Juan Luis Londoño Bryan Lezcano Kevin Jiménez Aurelio da Silva Umberto Tavarez Jefferson Junior                                         | Rude Boyz Umberto Tavares Mãozinha Carlos Lago da Costa | 3:04    |  |
| 3.             | "El Préstamo"                                                  | Juan Luis Londoño Edgar Barrera Bryan Lezcano Kevin Jiménez                                                                             | Rude Boyz                                               | 3:39    |  |
| 4.             | "Cuenta a Saldo"                                               | Juan Luis Londoño Edgar Barrera Bryan Lezcano Kevin Jiménez                                                                             | Rude Boyz                                               | 3:17    |  |
| 5.             | "Hangover" (participação de Prince Royce)                      | Juan Luis Londoño Bryan Lezcano Kevin Jiménez Edgar Barrera Andrés Uribe Geoffrey Royce Rojas                                           | Rude Boyz Spiff TV                                      | 4:01    |  |
| 6.             | "Mi Declaración" (participação de Timbaland e Sid)             | Juan Luis Londoño Timothy Mosley Edgar Barrera Jose A. Velazquez Sidnie Tipton Larrance Dopson                                          | Rance Timbaland                                         | 3:45    |  |
| 7.             | "How I Like It"                                                | Juan Luis Londoño Scott Storch Edgar Barrera Jose A. Velazquez                                                                          | Scott Storch Diego Avé                                  | 2:51    |  |
| 8.             | "Marinero"                                                     | Juan Luis Londoño Bryan Lezcano Kevin Jiménez Edgar Barrera                                                                             | Edge                                                    | 3:09    |  |
| 9.             | "Delincuente"                                                  | Juan Luis Londoño Bryan Lezcano Kevin Jiménez Edgar Barrera Stiven Rojas                                                                | Rude Boyz The Invisible Men                             | 3:26    |  |
| 10.            | "Condena"                                                      | Juan Luis Londoño Bryan Lezcano Kevin Jiménez Edgar Barrera Stiven Rojas                                                                | Rude Boyz                                               | 3:29    |  |
| 11.            | "Ojos Que No Ven"                                              | Juan Luis Londoño Edgar Barrera Bryan Lezcano Kevin Jiménez Stiven Rojas                                                                | Rude Boyz                                               | 3:40    |  |
| 12.            | "La Ex" (participação de Jason Derulo)                         | Juan Luis Londoño Arias Jason Desrouleaux Bryan Lezcano Edwin "Lil Eddie" Serrano Kevin Jiménez Stiven Rojas                            | Lil Eddie                                               | 3:11    |  |
| 13.            | "Unfollow"                                                     | Juan Luis Londoño Arias Édgar Barrera Giencarlos Rivera Tapia Jonathan Carlo Rivera Tapia                                               | DJ Mustard                                              | 3:21    |  |
| 14.            | "Felices los 4" (faixa bônus)                                  | Juan Luis Londoño Servando Primera Mario Cáseres Kevin Jiménez Bryan Lezcano Stiven Rojas Andrés Uribe Eli Palacios                     | Rude Boyz                                               | 3:49    |  |
| 15.            | "Felices los 4" (versão salsa; com Marc Anthony) (faixa bônus) | Juan Luis Londoño Servando Primera Mario Cáseres Kevin Jiménez Bryan Lezcano Stiven Rojas Andrés Uribe Eli Palacios Marco Antonio Muñiz | Rude Boyz Sergio George                                 | 4:02    |  |
| Duração total: | Duração total:                                                 | Duração total: | Duração total:                                          | 50:23   |  |

## Desempenho nas paradas musicais

### Paradas semanais
| Chart (2018)                          | Maior posição |
| ------------------------------------- | ------------- |
| Alemanha (Offizielle Deutsche Charts) | 74            |
| Bélgica (Ultratop Flandres)           | 88            |
| Bélgica (Ultratop Valônia)            | 58            |
| Espanha (PROMUSICAE)                  | 6             |
| Estados Unidos (Billboard 200)        | 37            |
| Estados Unidos (Top Latin Albums)     | 1             |
| França (SNEP)                         | 111           |
| Itália (FIMI)                         | 16            |
| México (AMPROFON)                     | 10            |
| Países Baixos (Dutch Charts)          | 86            |
| Polónia (ZPAV)                        | 42            |
| Suíça (Schweizer Hitparade)           | 12            |

## Vendas e certificações
| Região                                                                                             | Certificação | Vendas   |
| -------------------------------------------------------------------------------------------------- | ------------ | -------- |
| Estados Unidos (RIAA)                                                                              | 6× Platina   | 360,000‡ |
| Suíça (IFPI Suíça)                                                                                 | Ouro         | 10,000^  |
| *números de vendas baseados somente na certificação ^distribuições baseadas apenas na certificação |              |          |

## Histórico de lançamento
| País           | Data               | Formatos                      | Gravadora  | Ref.   |
| -------------- | ------------------ | ----------------------------- | ---------- | ------ |
| Estados Unidos | 18 de maio de 2018 | CD download digital streaming | Sony Latin | [ 32 ] |